# مارینا ۱۲۰۲
سیارک ۱۲۰۲ (به انگلیسی: 1202 Marina، نامگذاری:1931RL) هزار و دویست و دومین سیارک کشف شده‌است که در ۱۳ سپتامبر ۱۹۳۱ و در رصدخانه سایمیز کشف شد.
قدر مطلق سیارک برابر ۱۰٫۶۰ است.